# Jun Fukushima
Jun Fukushima (福島 潤 Fukushima Jun?,  Prefectura de Ehime, Japón, 4 de septiembre de 1976) es un actor de voz japonés. Ha participado en series como Kotoura-san, Yowamushi Pedal y Sousei No Aquarion, entre otras. Está afiliado a Arts Vision.

## Trasfondo
Es el mayor de tres hermanos. 
También trabaja como profesor en Nihon Narēshon Engi Kenkyūjo. Su primera aparición en la transmisión en vivo de Niconico (para Kotoura-san ) ha creado un gran impacto en la audiencia japonesa, debido a la forma en que actuó libremente (la audiencia japonesa a menudo lo comparaba con un comediante) durante la transmisión, que fue completamente opuesto a la imagen del personaje que expresó anteriormente: Jin Muso de Aquarion Evol. Pero según otros actores de doblaje (como Kana Hanazawa y Hiroki Yasumoto), Fukushima es en realidad una persona muy seria en el estudio de grabación que apenas habla.  Es probable que su estilo durante la transmisión en vivo y la radio se vea afectado por la personalidad de los personajes que expresó.

## Filmografía

### Anime
1998
- Yoshimoto Muchikko Monogatari como Yokobaeyoshio

2000
- DinoZaurs como Dino Centor
- Argento Soma como Operador B
- Hikaru no Go como Alumno

2001
- Chicchana Yukitsukai Sugar como Alan, Sam y el Hada del Trueno

2003
- D•N•Angel como Yuji Nishimura
- Dear Boys como Nozomu Yūki
- Fullmetal Alchemist como Leo (ep 24)

2012
- Aquarion Evol como Shin Tsukishima

2013
- Boku wa Tomodachi ga Sukunai Next como Ōji Sasanomori (ep 5)
- Kotoura-san como Yoshihisa Manabe
- Little Battlers eXperience Wars como Kyōji Itan
- Watashi ga Motenai no wa Dou Kangaetemo Omaera ga Warui! como Kosaka (eps 3, 8)
- Yowamushi Pedal como Shōkichi Naruko

2014
- Fate/stay night: Unlimited Blade Works como Atram (ep 14)
- Kenzen Robo Daimidaler como Nelson
- No Game No Life como el Antiguo Rey
- Shirobako como Shinsuke Chazawa
- Yowamushi Pedal (2º temporada) como Shōkichi Naruko

2015
- Duel Masters VS R como Basara Akagiyama
- Q Transformers: Kaettekita Convoy no Nazo como WheelJack

2016
- Flip Flappers como Hidaka
- Kono Subarashii Sekai ni Shukufuku o! como Kazuma Satō
- Super Lovers como Jūzen Kurosaki

2017
- All Out!! como Shunsuke Futami
- Kono Subarashii Sekai ni Shukufuku o! 2 como Kazuma Satō
- Super Lovers 2 como Jūzen Kurosaki
- Yowamushi Pedal: New Generation como Shōkichi Naruko
- Re:CREATORS

2018
- Major 2nd como Wataru Mayumura
- Tensei Shitara Slime Datta Ken como Gabiru
- JoJo's Bizarre Adventure: Golden Wind como Formaggio

2019
- Fruits Basket como Makoto Takei

2020
- Rikei ga Koi ni Ochita no de Shōmei Shite Mita como Kosuke Inukai
- Dungeon ni Deai o Motomeru no wa Machigatteiru Darō ka (3.ª temporada) como Ikelos

2021
- Tensura Nikki: Tensei Shitara Slime Datta Ken como Gabiru

2022
- Paripi Kōmei como Propietario Kobayashi
- Rikei ga Koi ni Ochita no de Shōmei Shite Mita 2 como Kōsuke Inukai

2023
- Ao no Orchestra como Osamu Shibata
- Kono Subarashii Sekai ni Bakuen wo! como Kazuma Satō
- Undead Unluck como Clothes

2024
- Kaiju No. 8 como Miike
- The Fable como Jackal Tomioka
- Suicide Squad Isekai como Cecil

2025
- Witch Watch como Kyōki Saiko

### Especiales
2003
- Chicchana Yukitsukai Sugar Special como Alan

### OVAs
2012
- Tight Rope como Tetsu

2015
- Sōsei no Aquarion Love como Shin Tsukishima

### ONAs
2012
- Kotōra-san: Haruka no Heya como Yoshihisa Manabe

2015
- Monster Strike como Oragon

### Películas
2001
- Azumanga Daiō (Gekijō Tanpen) como Matsuyama.

2004
- Shin Angyo Onshi como Jyun.

2005
- Pokémon: Lucario y el misterio de Mew como Manyula.

2014
- Yowamushi Pedal Re:RIDE como Shōkichi Naruko.

2015
- Yowamushi Pedal como Shōkichi Naruko.
- Yowamushi Pedal Re: ROAD como Shōkichi Naruko.

2016
- Monster Strike como Oragon.

### CD Drama
- Kohitsuji Hokaku Keikaku como Kaede Haga

### Videojuegos
- Refrain no Chika Meikyū to Majo no Ryodan como Nerudo
- Shenmue como Ryūji Tatsumi
- Tōken Ranbu como Urashima Kotetsu

### Doblaje
- Los Jóvenes Titanes como el Perro de Soto

## Música

### Yowamushi Pedal
- Para el anime New Generation interpretó el tercer opening Be As One como parte del "Team Sōhoku".[3]
- Participó del sencillo Character Song Vol.2 "Full Speed" junto con Kōsuke Toriumi.[4]

### Zoku Touken Ranbu: Hanamaru
Como Kotetsu Urashima:
- Participó del sencillo Zoku Touken Ranbu: Hanamaru OP5/ED5 Hanamaru Shirushi no Hi no Moto de ver.5 "Michiyuki, Yoriai".[5]
- Sencillo Zoku Touken Ranbu: Hanamaru OP8/ED8 "Hanamaru Shirushi no Hi no Moto de ver.8" / "Ittai no Hibana, Himegoto ni Fure".[6]

### Otros
- Como parte del "ESP Club" interpretó el ending del quinto capítulo de Kotoura-san The ESP Club's Theme (ESP研のテーマ; Īesupī Ken no Tēma).[7]